# Devilman Saga
Die Devilman Saga (japanisch デビルマン サーガ) ist ein Manga, der von Gō Nagai geschrieben und gezeichnet wurde und von Dezember 2014 bis März 2020 im japanischen Magazin Big Comic bei Shogakukan erschien. Der Verlag brachte die Kapitel auch gesammelt in 13 Bänden heraus.

## Handlung
Ein Robotiker namens Yuki Fudo beteiligt sich im Jahr 2025 an einem Projekt zur Erforschung eines großen Wandgemäldes, das die wahre Vergangenheit der Menschheit enthält, sowie die alter, aber fortschrittlicher Technologie, beide in der Antarktis durch die globale Erwärmung entdeckt. Die Technologie ist auch als Dämonenrüstung bekannt. Er nimmt den Job zunächst an, weil seine Firma Robot Dream derzeit kurz vor dem Bankrott steht. Bei der Arbeit lernt er Tsubasa Shiranui kennen, einen Piloten, der mit Mendel Inc. und seiner Muttergesellschaft Le Phare Inc. verbunden ist.
Fudo trifft auch einen Großaktionär von Le Phare, Ryo Ōji Asuka, mit dem Yuki als Kind befreundet war. Durch eine Reihe von Ereignissen wird die Dämonenrüstung gebunden und oft über bestimmte Personen dominiert. Dies beinhaltet, dass Tsubasa an Sirene und ein Paar an die Valva-Rüstung gebunden sind. Yuki wiederum ist an die Rüstung von Amon gebunden und lernt allmählich, Kompromisse mit dem alten Dämon einzugehen, um die von der Dämonenrüstung ausgehenden Bedrohungen zu stoppen.
Währenddessen untersucht Yukis Frau Miki in Japan den mysteriösen Selbstmordanschlag eines Roboters, der angeblich von Terroristen verursacht wurde. Der Vorfall wurde jedoch tatsächlich von einem Ingenieur verursacht, der mit Roboterteilen aus der Dämonenrüstung verschmolzen war. Die miteinander verbundenen Ereignisse nehmen weiter zu und starten ein Wettrüsten für die Dämonenpanzer.

## Charaktere
- Yuki Fudo: Ein japanischer Robotiker, der eine Reihe von OOPArts studieren soll, darunter ein seltsames Wandbild und Rüstungen aus der Antarktis. Er wird durch seine Rüstung, die er zu kontrollieren lernt, an den Dämon Amon gebunden. Mit dem Aufkommen der Dämonenrüstung führt er die Devilman-Armee des Verteidigungsministeriums an.
- Miki Fudo: Eine beliebte Fernsehjournalistin und die Frau von Yuki. Sie untersucht Terroristen, die Roboter für Selbstmordattentate einsetzen, und arbeitet eng mit ihrem Bruder Takashi Makimura in der Firma Robot Dream ihres Mannes zusammen.
- Tsubasa Shiranui: Eine japanische Kampfpilotin, die für das Militär arbeitet und Yuki begleitet. Sie verband sich bereitwillig mit der Sirene-Rüstung als Teil von Le Phares Projekt und schaffte es dank Yuki, sich selbst zu kontrollieren. Tsubasa dient später als Zweite Kommandantin der Devilman-Armee.
- Ryo Ōji Asuka / Satan / Asura: Der CEO von Beam Roth und Mehrheitsaktionär von Le Phare Inc. Er und Yuki sind Freunde aus Kindertagen und kennen sich seit über zehn Jahren. Er empfahl Yuki für den Job.  Später wird offenbart, dass er eine Verschmelzung verschiedener Dämonen ist: Luzifer, Satan und Asura, nachdem er einen menschlichen Leib für einen Körper betreten hat. Er führt heimlich eine Privatarmee an, um sich einem „Gott der Zerstörung“ aus einem anderen Universum zu stellen.
- Jason Mendoza: Leiter von Mendel Inc., dem führenden amerikanischen Robotikunternehmen, dessen Wissenschaftler eine alte Platte mit in Eis gefrorenen dämonischen Markierungen sowie Maschinen fanden, die von den Dämonen verwendet wurden.
- Claude Gillen: Ein Forscher bei Le Phare Inc., der Metallanalysen durchführt. Nach dem Studium beschäftigt er sich damit, wie die Dämonenrüstung die Welt mit ihren hyperdimensionalen Eigenschaften beeinflusst.
- Jin Kamei: Ein Professor unter Mendozas Anstellung, der Yuki engagiert, um die Artefakte zu untersuchen. Er hat eine versteckte Agenda und verkauft unvollständige Dämonenrüstung an Nakaguma Heavy Industries. Er verbindet sich schließlich mit der Rüstung von Jinmen.
- Taro Sanders: Halb Afroamerikaner und halb Japaner arbeitet er unter Mendel Inc. trotz seiner Vorbehalte mit einem Team an der Massenproduktion der Dämonenrüstung für eine Armee. Er verbindet sich schließlich mit der Liger-Rüstung, um seine Ängste zu lindern und Mitglied der Devilman-Armee zu werden.
- Muso Kaisaka, Spitzname Kaim, ist Mitglied des Sicherheitsteams von Le Phare Inc. Er wird später von der Rüstung des Dämons Kaim besessen.
- Dai Nakaguma: Inhaber von Nakaguma Heavy Industries.
- Jenny Bright: Mit dem Spitznamen Psycho Jenny ist sie eine Frau mit telepathischen Kräften und dient als eine von Asukas direkten Untergebenen.
- Majiro Chien: Strategischer Kommandeur des Verteidigungsministeriums, arbeitet mit seinem Sekretär Masao Bokuto zusammen.
- Dimon Danthes: Der CEO von Le Phare Inc., der die von seiner Firma aufgedeckte Dämonenrüstung einsetzen möchte, um Dämonensoldaten zu erschaffen, um seine militärische Macht und seinen Einfluss auszubauen. Zu ihm gesellen sich oft seine Frau Jennifer Nolan und Zemoma Mao.
- Amon: Ein Dämonenkrieger, der im Kampf gegen Gott führt. Er wird von vielen mit dem Titel eines Supergottes bedacht. Er wird später durch seine Rüstung mit Yuki verbunden.
- Sirene: Eine Dämonin, die im Kampf gegen Gott führt. Sie schaffte es, die Kontrolle über Tsubasa zu übernehmen und tobte, bis sie Yukis Ähnlichkeit mit Amon sah.
- Satan / Ashura: Ein Engel, der die Dämonen in den Kampf gegen Gott führt. Sirene bezeichnet sie als den Morgenstern Luzifer Beelzebub. Sie besitzen einen anderen Titel und eine andere Form, die als Ashura bekannt ist, mit drei Gesichtern und der Fähigkeit, verschiedene Realitäten gleichzeitig zu sehen.
- Valva: Ein großer käferähnlicher Dämon, der einmal mit Amon gekämpft hat, aber nachdem er geschlagen wurde, wollte er eine Revanche. Er wurde während der Tests von zwei Freiwilligen, Kelly und Jeff, verbunden und seine Persönlichkeit dominierte sie.
- Kaim: Ein vierbeiniger Nashorn-ähnlicher Dämon, der die Kontrolle über Kaisaka übernommen hat.
- Jinmen: Ein sadistischer Schildkröten-Dämon, der Kamei besitzt, der das Bewusstsein seiner Opfer aufnehmen und ihre Gesichter auf seine Muschel legen kann.
- Liger: Basierend auf der Bio-Rüstung von „Jushin Liger“ verbindet sich die Rüstung im Verteidigungsministerium mit Taro.